# Bufonaria echinata
Bufonaria echinata là một loài ốc biển, là động vật thân mềm chân bụng sống ở biển trong họ Bursidae.
Kích thước vỏ ốc là 50–85 mm. Nó phân bố ở Biển Đỏ, dọc Madagascar, ở Ấn Độ Dương, dọc Philippin và Trung Quốc.